# Vlad Ier l'Usurpateur
Vlad Ier l'Usurpateur ((ro) : Uzurpatorul) est prince de Valachie de 1394 à 1397.

## Origine
Son ascendance n'est pas clairement établie On le considère cependant désormais comme un fils illégitime de Vladislav Ier de Valachie.

## Prétendant
En tout état de cause, Ban de Craiova en Olténie Vlad sollicite le secours de sultan  Bayezid Ier pour faire valoir ses droits au trône. Ce dernier accepte avec empressement, de même qu’il le faisait pour Jean VII Paléologue, le neveu de Manuel II. L'armée ottomane qui progressait vers la Hongrie se dirige vers le Banat pour mettre à profit la base  territoriale que lui offrait la noblesse olténienne dans sa révolte contre Mircea Ier.
Vlad Ier opposé par les Turcs à Mircea Ier l'Ancien est mis par ses protecteurs étrangers sur le trône entre octobre 1394 et janvier 1397, date à laquelle il est chassé par Mircea l'Ancien.
Pendant son court règne, il s'est également reconnu vassal des Polonais en 1396.

## Sources
- (fr) Nicolas Iorga, Histoire des Roumains volume IV, les chevaliers, Bucarest (1937)
- (ro) Constantin C.Giurescu & Dinu C.Giurescu, Istoria Romanilor volume II (1352-1606), Editura Stcintifica si Enciclopedica Burarecsti (1976) p. 75.